# دراغان دوريتش
دراغان دوريتش (بالصربية: Драган Ђурић)‏ هو اقتصادي ولاعب كرة قدم صربي، ولد في 20 يناير 1954 في Osinja ‏ في البوسنة والهرسك.